# Kaiserstraße 159 (Mönchengladbach)

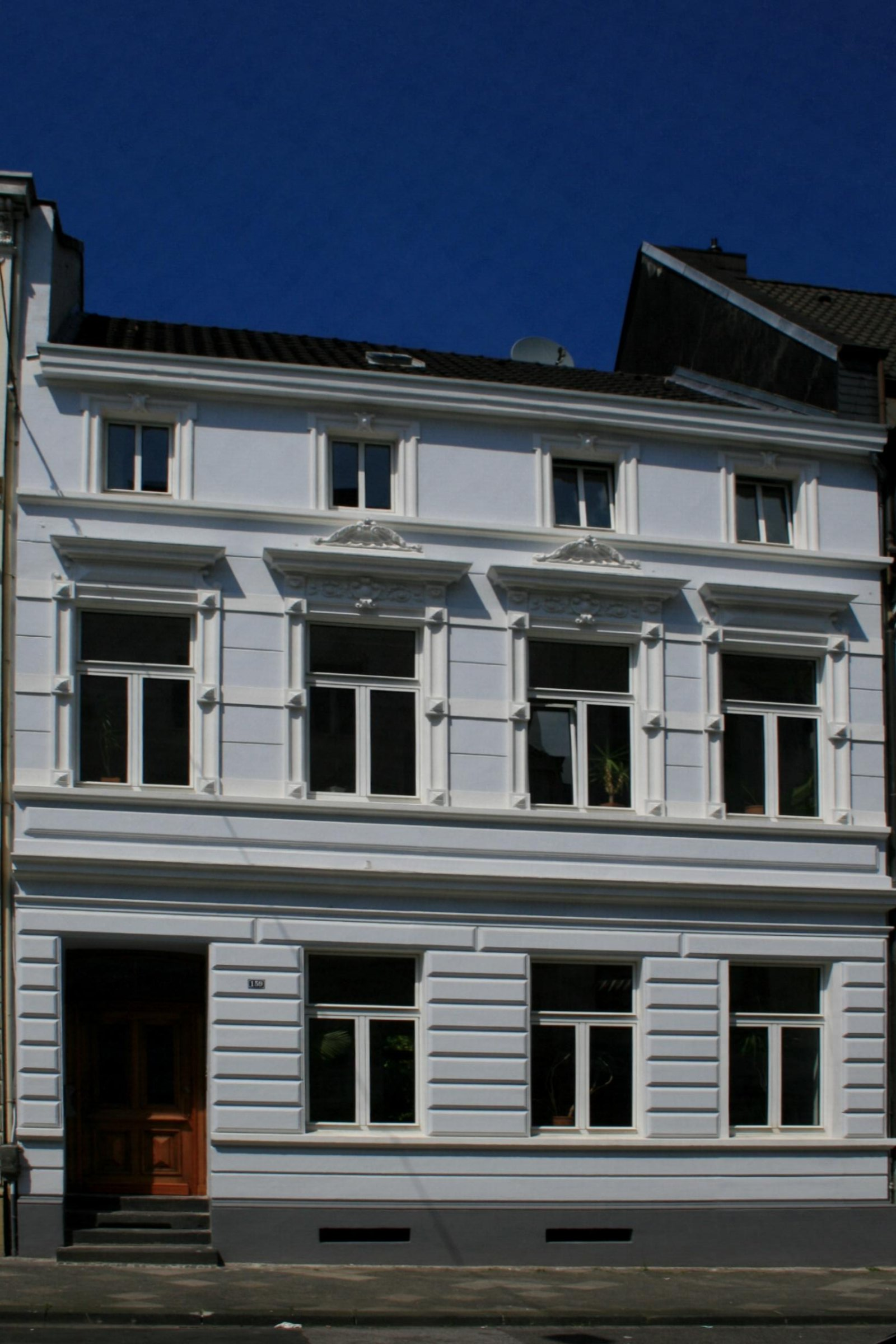
Wohnhaus (2010)

Das Wohnhaus Kaiserstraße 159 steht in Mönchengladbach (Nordrhein-Westfalen).
Das Gebäude wurde Ende des 19. Jahrhunderts erbaut. Es wurde unter Nr. K 015  am 4. Dezember 1984 in die Denkmalliste der Stadt Mönchengladbach eingetragen.

## Architektur
Das Gebäude aus dem Ende des 19. Jahrhunderts liegt in einer Baugruppe der Kaiserstraße zwischen der Lessingstraße und der Eickener Straße in einer ebenfalls intakten Baugruppe des Historismus.
Das dreigeschossige Vier-Fenster-Wohnhaus enthält ein als Mezzaningeschoss ausgebautes Dachgeschoss. Die Geschosse sind durch waagerecht angeordnete Gesimsbildung getrennt.